# 1492: Conquest of Paradise (soundtrack)
1492: Conquest of Paradise is een soundtrack van de Griekse muzikant Vangelis voor de gelijknamige film 1492: Conquest of Paradise uit 1992.

## Geschiedenis
Qua opbrengst viel de film ietwat tegen maar de soundtrack daarvan deed het beduidend beter. In 1992 kreeg het in de Nederlandse Album Top 100 nog een bescheiden plaats toebedeeld, maar in 1995 veranderde dat en kreeg het een veel hogere positie: het album stond vijf weken lang op nummer één. Deze positie had de soundtrack te danken aan de Duitse bokskampioen Henry Maske. Hij gebruikte het nummer Conquest of Paradise als thema voor zijn optredens en het werd daarna een heuse hype. Er zijn meer dan 200.000 albums over de toonbank gegaan, wat het in Nederland tot een van de meest succesvolle soundtracks ooit maakt. De single stond 10 weken op nummer 1 in de Nederlandse Top 40 en de geschatte verkoop lag om en nabij de 100.000 stuks.

## Soundtrack
De soundtrack bevat 12 nummers. Het langste nummer qua duur is Pinta, Nina, Santa Maria (Into Eternity), met meer dan 13 minuten speeltijd. De opnamen verschillen op bepaalde punten met de opnamen uit de film. Sommige passages zijn vrijwel hetzelfde gebleven, maar er zijn ook nummers die niet voorkomen in de film, en sommige nummers verschijnen in een andere vorm. Ook niet alle muziek staat op het album, zoals de karakterthema's (Leitmotive) die voorbijkomen of grote omwentelingen in de film (zoals de storm aan het eind). Dit heeft de verkoopcijfers echter niet gedrukt.

## Muziek
| Nr. | Titel                                    | Duur  |
| --- | ---------------------------------------- | ----- |
| 1.  | Opening                                  | 1:21  |
| 2.  | Conquest of Paradise                     | 4:47  |
| 3.  | Monastery of La Rabida                   | 3:39  |
| 4.  | City of Isabel                           | 2:16  |
| 5.  | Light and Shadow                         | 3:46  |
| 6.  | Deliverance                              | 3:28  |
| 7.  | West across the Ocean Sea                | 2:53  |
| 8.  | Eternity                                 | 1:59  |
| 9.  | Hispanola                                | 4:56  |
| 10. | Moxica and the Horse                     | 7:06  |
| 11. | Twenty Eighth Parallel                   | 5:14  |
| 12. | Pinta, Nina, Santa Maria (Into Eternity) | 13:19 |

## Hitnoteringen

### Albumlijst
Het album deed er drie jaar over om in de albumlijst te komen, maar werd daarna een jaar lang genoteerd.
| "1492: Conquest of Paradise" in de Album Top 100 -- binnen: 08-04-1995 | "1492: Conquest of Paradise" in de Album Top 100 -- binnen: 08-04-1995 | "1492: Conquest of Paradise" in de Album Top 100 -- binnen: 08-04-1995 | "1492: Conquest of Paradise" in de Album Top 100 -- binnen: 08-04-1995 | "1492: Conquest of Paradise" in de Album Top 100 -- binnen: 08-04-1995 | "1492: Conquest of Paradise" in de Album Top 100 -- binnen: 08-04-1995 | "1492: Conquest of Paradise" in de Album Top 100 -- binnen: 08-04-1995 | "1492: Conquest of Paradise" in de Album Top 100 -- binnen: 08-04-1995 | "1492: Conquest of Paradise" in de Album Top 100 -- binnen: 08-04-1995 | "1492: Conquest of Paradise" in de Album Top 100 -- binnen: 08-04-1995 | "1492: Conquest of Paradise" in de Album Top 100 -- binnen: 08-04-1995 | "1492: Conquest of Paradise" in de Album Top 100 -- binnen: 08-04-1995 | "1492: Conquest of Paradise" in de Album Top 100 -- binnen: 08-04-1995 | "1492: Conquest of Paradise" in de Album Top 100 -- binnen: 08-04-1995 | "1492: Conquest of Paradise" in de Album Top 100 -- binnen: 08-04-1995 | "1492: Conquest of Paradise" in de Album Top 100 -- binnen: 08-04-1995 | "1492: Conquest of Paradise" in de Album Top 100 -- binnen: 08-04-1995 | "1492: Conquest of Paradise" in de Album Top 100 -- binnen: 08-04-1995 | "1492: Conquest of Paradise" in de Album Top 100 -- binnen: 08-04-1995 | "1492: Conquest of Paradise" in de Album Top 100 -- binnen: 08-04-1995 | "1492: Conquest of Paradise" in de Album Top 100 -- binnen: 08-04-1995 | "1492: Conquest of Paradise" in de Album Top 100 -- binnen: 08-04-1995 | "1492: Conquest of Paradise" in de Album Top 100 -- binnen: 08-04-1995 | "1492: Conquest of Paradise" in de Album Top 100 -- binnen: 08-04-1995 | "1492: Conquest of Paradise" in de Album Top 100 -- binnen: 08-04-1995 | "1492: Conquest of Paradise" in de Album Top 100 -- binnen: 08-04-1995 | "1492: Conquest of Paradise" in de Album Top 100 -- binnen: 08-04-1995 | "1492: Conquest of Paradise" in de Album Top 100 -- binnen: 08-04-1995 |
| Week                                                                   | 1                                                                      | 2                                                                      | 3                                                                      | 4                                                                      | 5                                                                      | 6                                                                      | 7                                                                      | 8                                                                      | 9                                                                      | 10                                                                     | 11                                                                     | 12                                                                     | 13                                                                     | 14                                                                     | 15                                                                     | 16                                                                     | 17                                                                     | 18                                                                     | 19                                                                     | 20                                                                     | 21                                                                     | 22                                                                     | 23                                                                     | 24                                                                     | 25                                                                     | 26                                                                     | 27                                                                     |
| ---------------------------------------------------------------------- | ---------------------------------------------------------------------- | ---------------------------------------------------------------------- | ---------------------------------------------------------------------- | ---------------------------------------------------------------------- | ---------------------------------------------------------------------- | ---------------------------------------------------------------------- | ---------------------------------------------------------------------- | ---------------------------------------------------------------------- | ---------------------------------------------------------------------- | ---------------------------------------------------------------------- | ---------------------------------------------------------------------- | ---------------------------------------------------------------------- | ---------------------------------------------------------------------- | ---------------------------------------------------------------------- | ---------------------------------------------------------------------- | ---------------------------------------------------------------------- | ---------------------------------------------------------------------- | ---------------------------------------------------------------------- | ---------------------------------------------------------------------- | ---------------------------------------------------------------------- | ---------------------------------------------------------------------- | ---------------------------------------------------------------------- | ---------------------------------------------------------------------- | ---------------------------------------------------------------------- | ---------------------------------------------------------------------- | ---------------------------------------------------------------------- | ---------------------------------------------------------------------- |
| Nummer                                                                 | 68                                                                     | 7                                                                      | 4                                                                      | 3                                                                      | 3                                                                      | 2                                                                      | 2                                                                      | 1                                                                      | 1                                                                      | 1                                                                      | 2                                                                      | 3                                                                      | 2                                                                      | 3                                                                      | 3                                                                      | 4                                                                      | 3                                                                      | 5                                                                      | 11                                                                     | 11                                                                     | 11                                                                     | 17                                                                     | 23                                                                     | 28                                                                     | 28                                                                     | 35                                                                     | 29                                                                     |
| Week                                                                   | 28                                                                     | 29                                                                     | 30                                                                     | 31                                                                     | 32                                                                     | 33                                                                     | 34                                                                     | 35                                                                     | 36                                                                     | 37                                                                     | 38                                                                     | 39                                                                     | 40                                                                     | 41                                                                     | 42                                                                     | 43                                                                     | 44                                                                     | 45                                                                     | 46                                                                     | 47                                                                     | 48                                                                     | 49                                                                     | 50                                                                     | 51                                                                     | 52                                                                     | 53                                                                     |                                                                        |
| Nummer                                                                 | 38                                                                     | 47                                                                     | 53                                                                     | 54                                                                     | 58                                                                     | 62                                                                     | 69                                                                     | 78                                                                     | 82                                                                     | 98                                                                     | 84                                                                     | 82                                                                     | 82                                                                     | 85                                                                     | 89                                                                     | 90                                                                     | 95                                                                     | 93                                                                     | 87                                                                     | 85                                                                     | 76                                                                     | 76                                                                     | 78                                                                     | 88                                                                     | 94                                                                     | 100                                                                    |                                                                        |

### NPO Klassiek Filmmuziek Top 200
| 1492: Conquest of Paradise in de NPO Klassiek Filmmuziek Top 200 | 1492: Conquest of Paradise in de NPO Klassiek Filmmuziek Top 200 | 1492: Conquest of Paradise in de NPO Klassiek Filmmuziek Top 200 | 1492: Conquest of Paradise in de NPO Klassiek Filmmuziek Top 200 | 1492: Conquest of Paradise in de NPO Klassiek Filmmuziek Top 200 | 1492: Conquest of Paradise in de NPO Klassiek Filmmuziek Top 200 | 1492: Conquest of Paradise in de NPO Klassiek Filmmuziek Top 200 | 1492: Conquest of Paradise in de NPO Klassiek Filmmuziek Top 200 | 1492: Conquest of Paradise in de NPO Klassiek Filmmuziek Top 200 |
| Jaar                                                             | 2018                                                             | 2019                                                             | 2020                                                             | 2021                                                             | 2022                                                             | 2023                                                             | 2024                                                             | 2025                                                             |
| ---------------------------------------------------------------- | ---------------------------------------------------------------- | ---------------------------------------------------------------- | ---------------------------------------------------------------- | ---------------------------------------------------------------- | ---------------------------------------------------------------- | ---------------------------------------------------------------- | ---------------------------------------------------------------- | ---------------------------------------------------------------- |
| Positie                                                          | 38                                                               | 19                                                               | 14                                                               | 9                                                                | 8                                                                | 10                                                               | 10                                                               | 20                                                               |